# Béra
A béra (Dorcatragus megalotis) az emlősök (Mammalia) osztályának párosujjú patások (Artiodactyla) rendjébe, ezen belül a tülkösszarvúak (Bovidae) családjába és az antilopformák (Antilopinae) alcsaládjába tartozó faj.
Nemének az egyetlen faja. Elnevezése a szomáli nevéből (behra) ered.

## Előfordulása
Kelet-Afrika lakója, élőhelyéül köves, sziklás domboldalak, ritkábban meredek lejtők szolgálnak, ahol a kevert, akáciák dominálta, fás pusztai növényzet jellemző. Elsősorban Szomália északi részén, Szomáliföldön él a Nogaal-völgytől északra, de Dzsibuti déli részén és Etiópia e két országgal szomszédos északi határvidékén, a Marmar-hegységben is előfordul. Sem a szomáliai, sem az etiópiai állományról nem állnak rendelkezésre kurrens információk.

## Megjelenése
A béra, törpeantilop lévén, meglehetősen kis termetű állat: testhossza 80-86 centiméter, amihez rövid, 6-7,5 centiméteres, bozontos farok csatlakozik; marmagassága 50-60 centiméter, testtömege 9-11,5 kilogramm körül mozog. A faj végtagjai rendkívül hosszúak és vékonyak. Szarvai csak a bikáknak vannak, ezek hegyes tüskék, amelyek függőlegesen állnak a fültő közelében; hosszuk 7,5-10 centiméter körüli.
A bérák durva szőrzete vöröses szürke, hasoldaluk fehér, a két terület között pedig mindkét oldalon sötét sáv húzódik a könyökrésztől a hátsó lábig. A fej színezete sárgásvörös, a fekete szemhéjú szemek körül fehér gyűrűvel. A béra legjellegzetesebb testrésze nagy méretű füle, ami tudományos névadásában is tükröződik (megalotis = nagy fülű): ennek hossza tizenöt, szélessége 7,5 cm, belső felületét fehér szőr borítja.

## Életmódja
A béra párokban vagy kisebb csapatokban él, amelyekbe egy hím és néhány nőstény tartozik. Délelőtt és estefelé aktív, a legforróbb órákat pihenéssel tölti. Táplálékául elsősorban cserjelevelek szolgálnak, de fűféléket is fogyaszt; a száraz környezethez alkalmazkodva nincs szüksége ivásra, vízigényét a táplálékául szolgáló növényekből nyeri. Rendkívül óvatos faj, nagy füleivel a legkisebb zajra is felfigyel. Vész esetén gyors, kecskére emlékeztető szökellésekkel a biztonságosabb, meredekebb sziklákra menekül.

## Szaporodása
Hat hónapig tartó vemhességet követően egyetlen utód jön világra áprilisban, az esős időszakban.

## Természetvédelmi helyzete
Elsősorban élőhelyének beszűkülése és degradációja fenyegeti a fakitermelés és a túllegeltetés folytán, emellett vadásszák is. Ezek következtében állománya csökkenőben van, becslések szerint már nem haladja meg a tízezres példányszámot, ezért a Természetvédelmi Világszövetség sebezhető fajnak nyilvánítja. Élőhelyén nincsenek természetvédelmi területek. Fogságban csak egyetlen helyen él: a katari al-Vabra területén sikeresen szaporítják egy tenyészprogram keretében.